# Chalampé
Chalampé (in tedesco Eichwald) è un comune francese di 948 abitanti situato nel dipartimento dell'Alto Reno nella regione del Grand Est, confinante con la tedesca Neuenburg am Rhein.

## Società

### Evoluzione demografica
Abitanti censiti